# Чахлов, Владимир Лукьянович
Владимир Лукьянович Чахлов (1934—2011) — российский учёный, заслуженный деятель науки и техники Российской Федерации (1995).
Родился 9 января 1934 г. в д. Бжицкой Болотнинского района Новосибирской области. В 1952 году окончил среднюю школу № 34 на ст. Тайга, в том же году поступил на радиотехнический факультет ТПИ, затем перевелся на физико-технический факультет ТПИ. Окончил ТПИ в 1958 году с отличием по физико-технической специальности с присвоением квалификации инженера-физика.
В 1959 - 1961 гг. обучался в аспирантуре ТПИ (научные руководители профессора Л. М. Ананьев и А. А. Воробьев). Кандидатскую диссертацию на тему «Некоторые вопросы разработки и исследования малогабаритных бетатронов» защитил в 1964 г. в Совете ТПИ.
Работа:
- инженер (1958—1969), старший преподаватель, доцент ТПИ, и. о. заведующего кафедрой промышленной электроники, заместитель декана факультета автоматики и вычислительной техники ТПИ (1964—1969); руководитель лаборатории сектора малогабаритных бетатронов НИИ ядерной физики при ТПИ (1970—1980),
- руководитель лаборатории ускорительной техники (1972—1979), заместитель директора по научной работе НИИ интроскопии (НИИ ИН, 1979—1980),
- заведующий кафедрой «Физические методы и приборы контроля качества материалов» (1983—1991, по совместительству), директор НИИ ИН при Томском политехническом университете (1980—2008).

Кандидат технических наук (1964). Доктор технических наук (1984). Профессор (1985).
Читал курсы лекций «Промышленная электроника», «Неразрушающие методы контроля материалов», «Радиационный контроль».
Под его руководством и при непосредственном участии организованы и проведены работы по исследованиям, разработке и производству малогабаритных индукционных импульсных ускорителей электронов — бетатронов, предназначенных для нужд науки, техники и медицины.
Получил 97 авторских свидетельств и патентов на изобретения, посвященных проблемам разработки и применения ускорителей электронов в дефектоскопии и медицине.
Заслуженный деятель науки и техники Российской Федерации (1995).
Умер 12 мая 2011 года.

## Награды, звания
Ордена
- «Знак Почёта» (1986 г.),
- "Дружбы" (2004 г.),
- медаль «За доблестный труд".

В ознаменование 100-летия со дня рождения В.И. Ленина» (1970 г.), знак Высшей школы «За отличные успехи в работе», «Диплом почета ВДНХ», золотая, две серебряные и две бронзовые медали ВДНХ.
Заслуженный деятель науки и техники РФ (с 1995 г.), член-корреспондент Академии технологических наук РФ (с 1992), член Нью-Йоркской академии наук (с 1996).